# Bukovec (Košice)
Bukovec (em alemão: Bukowetz; húngaro: Idabukóc) é um município da Eslováquia, situado no distrito de Košice-okolie, na região de Košice. Tem 10,85 km² de área e sua população em 2018 foi estimada em 819 habitantes.

## Demografia
| Ano:        | 1994 | 2004    | 2014 | 2024   |
| ----------- | ---- | ------- | ---- | ------ |
| Broj ljudi: | 594  | 700     | 805  | 881    |
| Razlika:    |      | +17,84% | +15% | +9,44% |

| Ano:               | 2023 | 2024   |
| ------------------ | ---- | ------ |
| Número de pessoas: | 856  | 881    |
| Diferença:         |      | +2,92% |